# Асимптотичний розклад
Асимптотичний розклад функції f(x) — формальний функціональний ряд такий, що сума довільної скінченної кількості членів цього ряду апроксимує функцію f(x) в околі деякої (можливо нескінченно віддаленої) її граничної точки. Поняття асимптотичного розкладу функції і асимптотичного ряду були введені Анрі Пуанкаре при розвязуванні задач небесної механіки. Окремі випадки асимптотичного розкладу були відкриті і  застосовувалися ще в 18 ст. Асимптотичні розклади і ряди відіграють важливу роль в різних задачах математики, механіки і фізики.

## Означення
Нехай функції {\displaystyle \varphi _{n}} задовольняють властивість: {\displaystyle \varphi _{n+1}(x)=o(\varphi _{n}(x))\ (x\rightarrow L)\quad \forall n\in \mathbb {N} } для деякої граничної точки L області визначення функції f(x). Послідовність функцій {\displaystyle \varphi _{n}}, що задовольняє вказані умови називається асимптотичною послідовністю.
Ряд:
{\displaystyle \sum _{n=0}^{\infty }a_{n}\varphi _{n}(x)}
для якого виконуються умови
{\displaystyle f(x)-\sum _{n=0}^{N-1}a_{n}\varphi _{n}(x)=O(\varphi _{N}(x))\ (x\rightarrow L)}
чи еквівалентно:
{\displaystyle f(x)-\sum _{n=0}^{N-1}a_{n}\varphi _{n}(x)=o(\varphi _{N-1}(x))\ (x\rightarrow L).}
називається асимптотичним розкладом функції f(x) або її асимптотичним рядом.
Цей факт позначається:
{\displaystyle f(x)\sim \sum _{n=0}^{\infty }a_{n}\varphi _{n}(x)\ (x\rightarrow L).}

### Асимптотичний розклад Ердеї
Більш загально визначається асимптотичний розклад Ердеї. Ряд {\displaystyle \sum _{n=0}^{\infty }a_{n}\varphi _{n}(x)} називається асимптотичним розкладом Ердеї функції f(x), якщо існує така асимптотична послідовність {\displaystyle \psi _{n}},що
{\displaystyle f(x)-\sum _{n=0}^{N}a_{n}\varphi _{n}(x)=o(\psi _{N}(x))\ (x\rightarrow L).}
Цей факт позначається:
{\displaystyle f(x)\sim \sum _{n=0}^{\infty }a_{n}\varphi _{n}(x)\ (x\rightarrow L)\quad \{\psi _{n}(x)\}.}
Такий узагальнений розклад має багато спільних властивостей із звичайним асимптотичним розкладом проте теорія такий розкладів не є добре вивченою і багато з них є малокорисними для числових обчислень, що спричинило невелике їх використання.

## Приклади
- Гамма-функція

{\displaystyle {\frac {e^{x}}{x^{x}{\sqrt {2\pi x}}}}\Gamma (x+1)\sim 1+{\frac {1}{12x}}+{\frac {1}{288x^{2}}}-{\frac {139}{51840x^{3}}}-\cdots \ (x\rightarrow \infty )}
- Інтегральна показникова функція

{\displaystyle xe^{x}E_{1}(x)\sim \sum _{n=0}^{\infty }{\frac {(-1)^{n}n!}{x^{n}}}\ (x\rightarrow \infty )}
- Дзета-функція Рімана

{\displaystyle \zeta (s)\sim \sum _{n=1}^{N-1}n^{-s}+{\frac {N^{1-s}}{s-1}}+N^{-s}\sum _{m=1}^{\infty }{\frac {B_{2m}s^{\overline {2m-1}}}{(2m)!N^{2m-1}}}}
де {\displaystyle B_{2m}} — числа Бернуллі і {\displaystyle s^{\overline {2m-1}}=s(s+1)(s+2)\cdots (s+2m-2)} . Цей розклад справедливий для всіх комплексних s.
- Функція помилок

{\displaystyle {\sqrt {\pi }}xe^{x^{2}}{\rm {erfc}}(x)\sim 1+\sum _{n=1}^{\infty }(-1)^{n}{\frac {(2n)!}{n!(2x)^{2n}}}.}
- Прикладом асимптотичного розкладу Ердеї, що не є звичайним розкладом є[1]:

{\displaystyle {\frac {\sin(x)}{x}}\sim \sum _{n=0}^{\infty }{\frac {n!e^{-(n+1)x/2n}}{(\log x)^{n}}}\quad (x\rightarrow \infty )\ \{(\log x)^{-n}\}.}